# Gospodarka Japonii
Gospodarka Japonii – wysoko rozwinięta gospodarka rynkowa, czwarta pod względem wielkości gospodarka narodowa świata według nominalnego produktu krajowego brutto (PKB) (po USA, UE i Chinach) i piąta pod względem PKB według parytetu siły nabywczej (po Chinach, UE, USA i Indiach).
Największy udział w wytwarzaniu PKB mają usługi (ponad 70%) i przemysł (26%). Największe gałęzie przemysłu to przemysł motoryzacyjny, elektroniczny, maszynowy, farmaceutyczny, stalowy i chemiczny.
W Japonii przez długi czas utrzymywała się deflacja, a od kilku lat panuje bardzo niska inflacja – na poziomie bliskim zeru.
Pracownicy w Japonii są na 19. miejscu pod względem PKB na 1 godzinę pracy. Z Indeksu Big Maca wynika, że płace w Tokio są najwyższe wśród głównych miast świata.

## Charakterystyka
Gospodarka Japonii jest bardzo wydajna, zróżnicowana i konkurencyjna w światowych rankingach produktywności. Japonia posiada wysoko wykwalifikowaną siłę roboczą oraz wysoki poziom oszczędności i inwestycji.
Przez trzy dekady II połowy XX wieku gospodarka Japonii przeżywała spektakularny rozwój gospodarczy, nienotowany przedtem w historii: około 10% w latach 60., około 5% w latach 70. i około 4% w latach 80.
Obniżenie aktywów i cen nieruchomości z końca lat 80. zapoczątkowało dekadę stagnacji gospodarczej. Realny PKB w Japonii wzrastał już średnio tylko o około 1,5% rocznie od 1991–1999, w porównaniu do około 4% wzrostu rocznie w latach 80. Wzrost gospodarczy w Japonii w ostatniej dekadzie XX w. był niższy niż wzrost w innych głównych krajach uprzemysłowionych (tak samo jak Francja i Niemcy). Wysiłki rządu w celu ożywienia gospodarczego odniosły niewielki sukces, ale rozwój został ponownie spowolniony w latach 2000–2001 przez pogorszenie światowej koniunktury gospodarczej. Jednakże PKB na jednego pracownika wzrósł nieznacznie w latach 90. Produkcja rosła w tempie 2,0% rocznie w latach 2003 i 2004, a 2,8% w 2005 r. W przeciwieństwie do poprzednich trendów wzrostowych, tym razem konsumpcja krajowa była dominującym czynnikiem wzrostu gospodarczego. Zgodnie z wcześniejszymi przewidywaniami, ożywienie gospodarcze było kontynuowane w latach 2006 i 2007. Aby pobudzić gospodarkę, doprowadzono do ogromnego zwiększenia długu publicznego Japonii. Dług ten, mierzony w stosunku do PKB, wzrósł w ostatniej dekadzie z 60% do 120%, a obecnie wynosi 220%.

### Wskaźniki makroekonomiczne

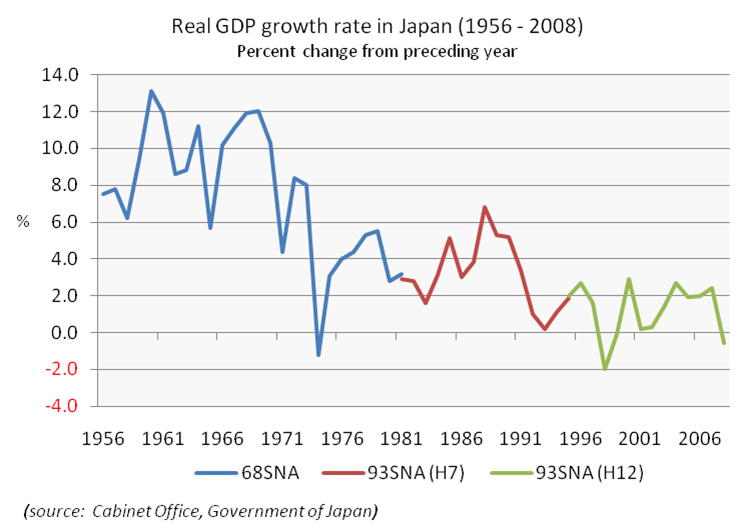
Realny wzrost PKB w latach 1956–2008

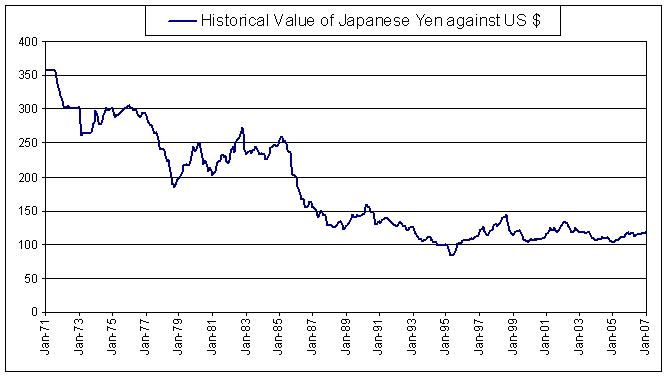
Trend historycznej wartości japońskiego jena

Poniżej przedstawiony jest wykres tendencji produktu krajowego brutto w Japonii w cenach rynkowych oszacowanych przez International Monetary Fund z uwzględnieniem milionów japońskich jenów.
| Rok  | Produkt krajowy brutto | Jen w stosunku do dolara | Inflacja (2000=100) | Dochód per capita (jako % USA) |
| 1955 | 8,369,500              | ￥360.00                 |                     | 10.31                          |
| 1960 | 16,009,700             | ￥360.00                 |                     | 16.22                          |
| 1965 | 32,866,000             | ￥360.00                 |                     | 24.95                          |
| 1970 | 73,344,900             | ￥360.00                 |                     | 38.56                          |
| 1975 | 148,327,100            | ￥297.26                 |                     | 59.00                          |
| 1980 | 240,707,315            | ￥225.82                 | 75                  | 74.04                          |
| 1985 | 323,541,300            | ￥236.79                 | 86                  | 63.44                          |
| 1990 | 440,124,900            | ￥144.15                 | 92                  | 105.82                         |
| 1995 | 493,271,700            | ￥122.78                 | 98                  | 151.55                         |
| 2000 | 501,068,100            | ￥107.73                 | 100                 | 105.85                         |
| 2005 | 502,905,400            | ￥110.01                 | 97                  | 85.04                          |

Dla porównania parytetu siły nabywczej, dolar amerykański na stan z października 2018 roku był wymieniany na ￥ 113.

### Inne wskaźniki gospodarcze

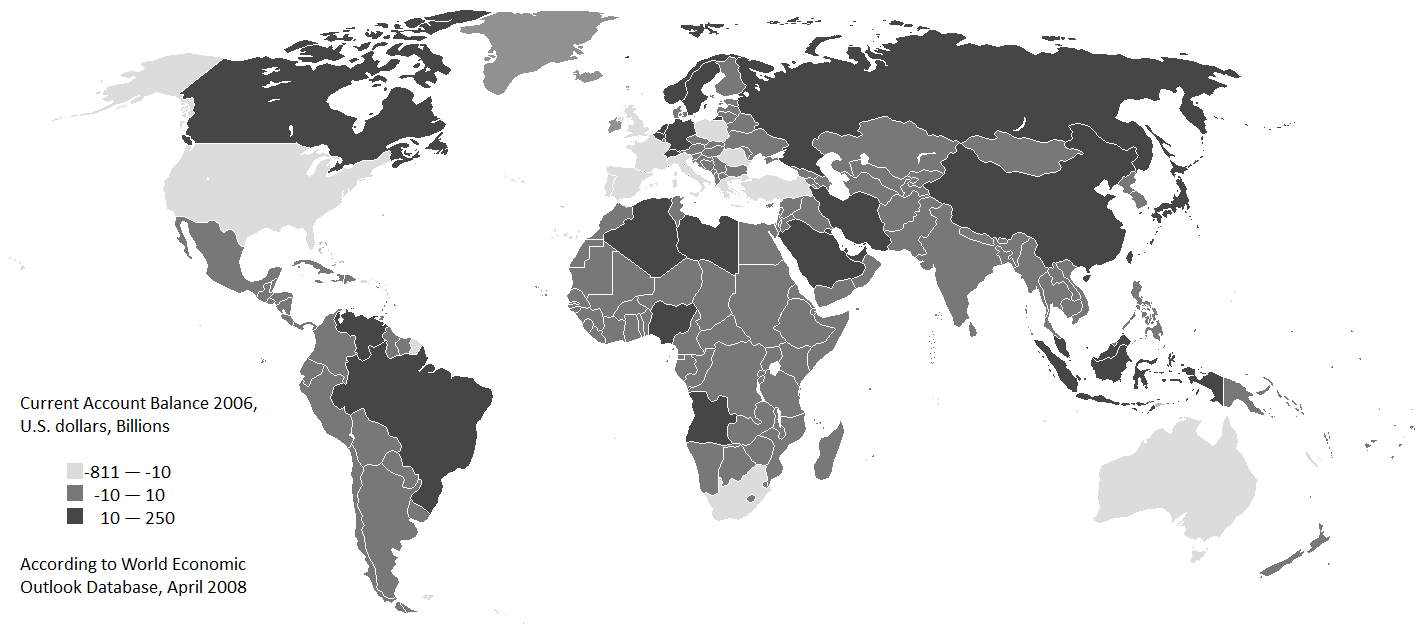
Bilans handlowy w krajach świata (2006)

Wskaźnik wzrostu produkcji przemysłowej: – 2% (szac. 2008)
Produkty – rolnicze: ryż, cukier, buraki, warzywa, owoce, wieprzowina, drób, nabiał, jaja, ryby.
Kurs walutowy:

Jen do dolara – 100,320 (2008); 109,690016 (2005); 115,933 (2003); 125,388 (2002); 121,529 (2001); 105,16 (styczeń 2000); 113,91 (1999); 130,91 (1998); 120,99 (1997); 108,78 (1996); 94,06 (1995).
Energia elektryczna:
- Energia elektryczna – zużycie: 1195 mld kWh (2007)
- Energia elektryczna – produkcja: 1080 mld kWh (2006)
- Energia elektryczna – eksport: 0 kWh (2003)
- Energia elektryczna – import: 0 kWh (2003)

Energia elektryczna – źródła:
- Paliwa kopalne: 56,68%
- Elektrownie wodne: 8,99%
- Elektrownie nuklearne: 31,93%
- Inne: 2,4% (1998)

Energia elektryczna – standardy:
- 100 voltów i 50 Hz na północ od rzeki Oi (Shizuoka);
- 100 voltów i 60 Hz na południu

Oleje:
- produkcja: 132 400 baryłek dziennie (2007)
- zużycie: 5007 milionów baryłek dziennie (2007)
- eksport: 240 000 baryłek dziennie (2007)
- import: 5032 mln baryłek dziennie (2007)
- potwierdzone rezerwy: 44,12 mln baryłek (1 stycznia 2008)

### Handel zagraniczny
Wynoszące w 2006 ponad 1 bilion 100 miliardów dolarów roczne obroty czynią z Japonii 4. potęgę handlową świata. Ponadto nieprzerwanie od 1969 roku cieszy się dodatnim bilansem w handlu zagranicznym, czego powodem była i jest wciąż wysoka konkurencyjność produktów zaawansowanego przemysłu przetwórczego oraz nowoczesnych usług. Wysoka pozycja japońskiego eksportu wynika z silnych powiązań, jakie istnieją między producentami a wyspecjalizowanymi korporacjami handlowymi, które sprzedają towary, a poprzez badanie światowych rynków angażują się w proces produkcyjny. Ponadto w okresie cudu gospodarczego istotną rolę odegrała Japońska Organizacja Handlu Zagranicznego, utworzona przez ówczesne Ministerstwo Handlu Międzynarodowego i Przemysłu.
Zdominowany przez wyroby przemysłu elektromaszynowego i chemicznego japoński eksport był wart w 2006 ponad 590 miliardów dolarów (według kursu z 2006), a do głównych jego odbiorców należą: Stany Zjednoczone (22,9%), Chiny (13,4%), Korea Południowa (7,8%), Tajwan (7,3%) oraz Hongkong (6,1%). Natomiast wynoszący ponad 524 miliardy USD import pochodził głównie z Chin (21%), Stanów Zjednoczonych (12,7%), Arabii Saudyjskiej (5,5%), Zjednoczonych Emiratów Arabskich (4,9%), Australii (4,7%), Korei Południowej (4,7%) oraz Indonezji (4%). Japończycy sprowadzają głównie surowce mineralne, maszyny i urządzenia, paliwa, chemikalia, tekstylia, elektronikę (elektronika marek japońskich jest produkowana głównie za granicą) oraz żywność. Co warto zauważyć, do głównych partnerów handlowych należą państwa leżące w basenie Oceanu Spokojnego.

### Bogactwa naturalne
Japonia jest krajem wyspiarskim i górzystym o niedostatecznych zasobach naturalnych tak dla zapewnienia normalnego funkcjonowania gospodarki, jak i zaspokojenia podstawowych potrzeb ludności. Jakkolwiek wiele minerałów było w przeszłości wydobywanych na terenie całego kraju, to jednak od czasu II wojny światowej większość surowców pochodzi z importu. Eksploatacja miejscowych złóż rud metali jest mało opłacalna, ze względu na niską ich jakość. Wielkim bogactwem kraju są lasy, które pod koniec lat 80. pokrywały 70% powierzchni kraju. Ze względu na ich ochronę oraz niedostępność górskich terenów, nie są one intensywnie eksploatowane. Źródła krajowe zaspokajają zaledwie 25–30% potrzeb przemysłu drzewnego. Rolnictwo i rybołówstwo należą do dziedzin gospodarki wysoko rozwiniętych. Jest to wynikiem m.in. efektywnej reformy rolnej, przeprowadzonej po II wojnie światowej, wysokiemu poziomowi wiedzy rolników, wieloletnich inwestycji i ciężkiej pracy. Strategia dynamicznego rozwoju gospodarczego doprowadziła do stworzenia dobrze rozwiniętej infrastruktury gospodarczej, zapewniającej dostateczne ilości energii, efektywnego systemu transportu i komunikacji. Złoża złota, magnezu i srebra spełniają bieżące wymagania przemysłu, ale Japonia jest i pozostanie zależna od zagranicznych zasobów naturalnych: ropy, rudy żelaza, miedzi i boksytu, które muszą być sprowadzane.

## Rolnictwo

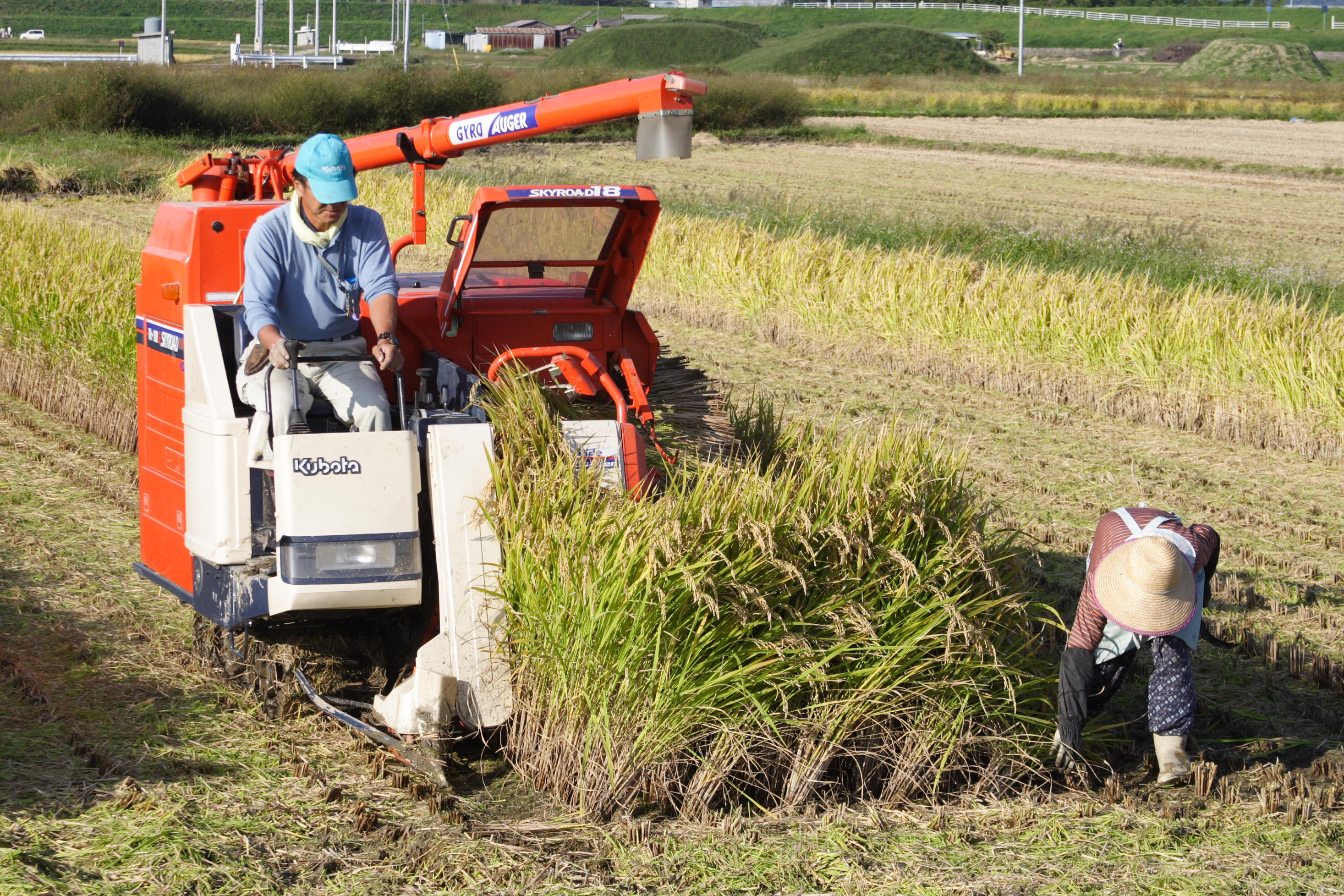
Zbiór ryżu w Kioto za pomocą kombajnu marki Kubota

W Japonii głównie uprawia się ryż, którego zbiory wynoszą 13 mln ton rocznie i pokrywają potrzeby ludności. Uprawia się także: pszenicę, jęczmień, proso, trzcinę cukrową, soję, warzywa i owoce cytrusowe (głównie mandarynki). Dużą rolę odgrywa uprawa buraków cukrowych, herbaty (głównie zielonej), ziemniaków, batatów, rzepaku i słonecznika. W strefach podmiejskich intensywna dobrze jest rozwinięte sadownictwo: jabłonie, grusze i brzoskwinie.
Chów zwierząt i gospodarka hodowlana z uwagi na ograniczoną niewielkimi obszarami łąk i pastwisk, ma zdecydowanie drugorzędne znaczenie. Niedobór białka zwierzęcego równoważy bardzo dobrze rozwinięte rybołówstwo, które w znacznej mierze uzupełnia bilans żywnościowy kraju. Mięso importuje się z innych krajów.

## Przemysł

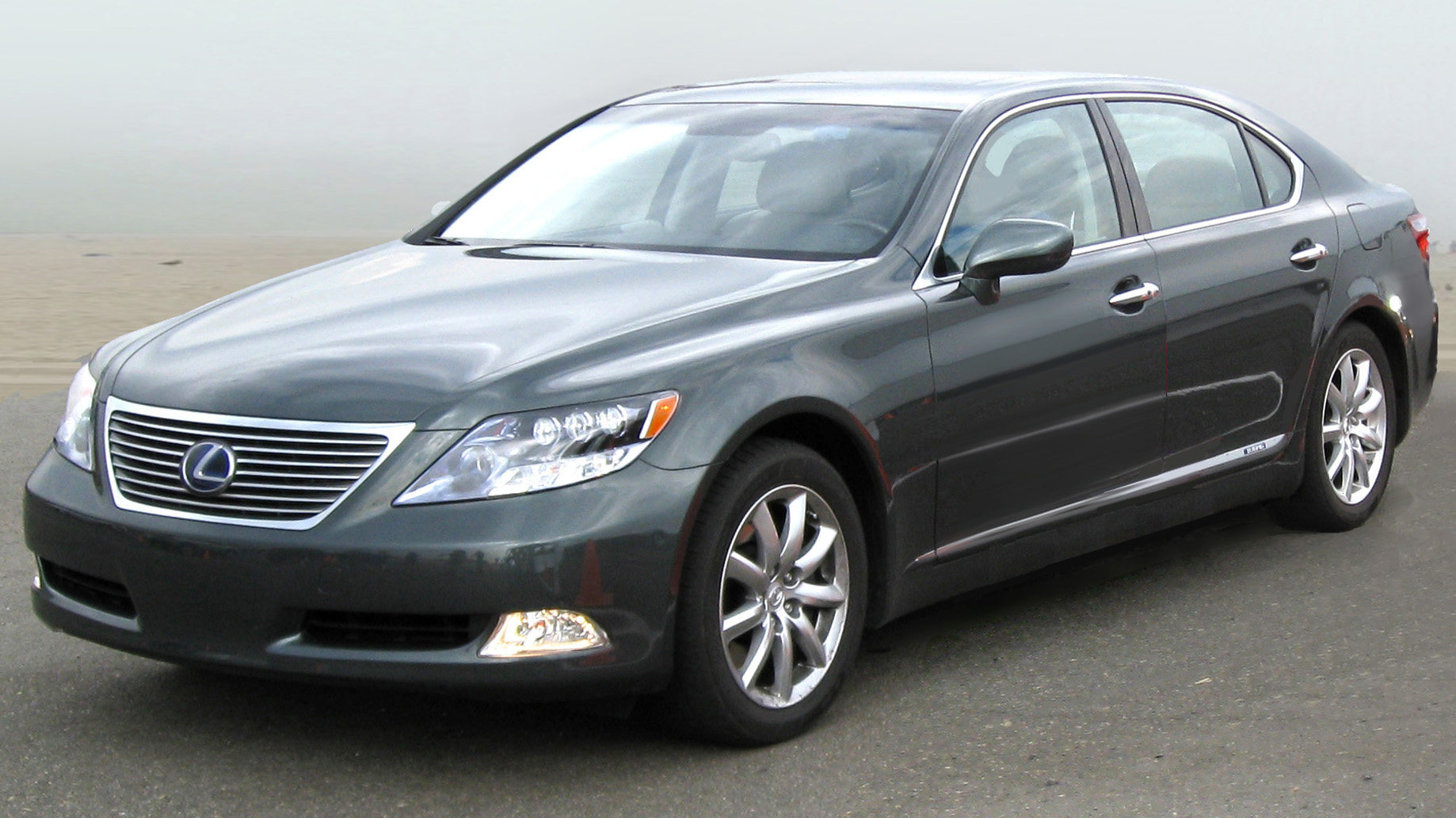
Lexus LS. Nagły i szybki sukces Toyoty, Lexusa i innych japońskich producentów samochodowych odzwierciedla siłę i globalną dominację japońskiego przemysłu samochodowego.

Japoński przemysł jest bardzo zdywersyfikowany, z wieloma wysoko zaawansowanymi gałęziami. Przemysł skoncentrowany jest w kilku okręgach. Najważniejszym z nich jest region Kantō wokół Tokio, a zwłaszcza prefektury: Chiba, Kanagawa, Saitama i Tokio (przemysłowy region Keihin). Drugim ważnym regionem jest Tōkai, w tym prefektury: Aichi, Gifu, Mie i Shizuoka. W zachodniej Japonii (Kansai) to region Hanshin z miastami Osaka, Kioto, Kobe.
Przemysł jest także rozwinięty w południowo-zachodniej części Honsiu i północnej Sikoku, wokół Morza Wewnętrznego (okręg przemysłowy Setouchi) oraz w północnej części Kiusiu (Kitakyūshū). Ponadto długi wąski pas ośrodków przemysłowych znajduje się pomiędzy Tokio i Fukuoką.
Dziedziny, w których Japonia osiągnęła wysoki poziom rozwoju technologicznego obejmują m.in.: elektronikę, przemysł motoryzacyjny, półprzewodniki, światłowody, optoelektronikę, nośniki optyczne, telekopiarki, kserokopiarki i przemysł biochemiczny.
Największe japońskie przedsiębiorstwa (większość spółek notowana jest na Tokijskiej Giełdzie Papierów Wartościowych i wchodzi w skład indeksu Nikkei 225): Canon, Casio, Citizen, Epson, Fujitsu, Funai, Hitachi, JVC, Kawasaki, Komatsu, NEC, Nikon, Olympus, Panasonic, Pioneer, Ricoh, Seiko, Sharp, Sony, TDK, TEAC, Toshiba.

## Infrastruktura

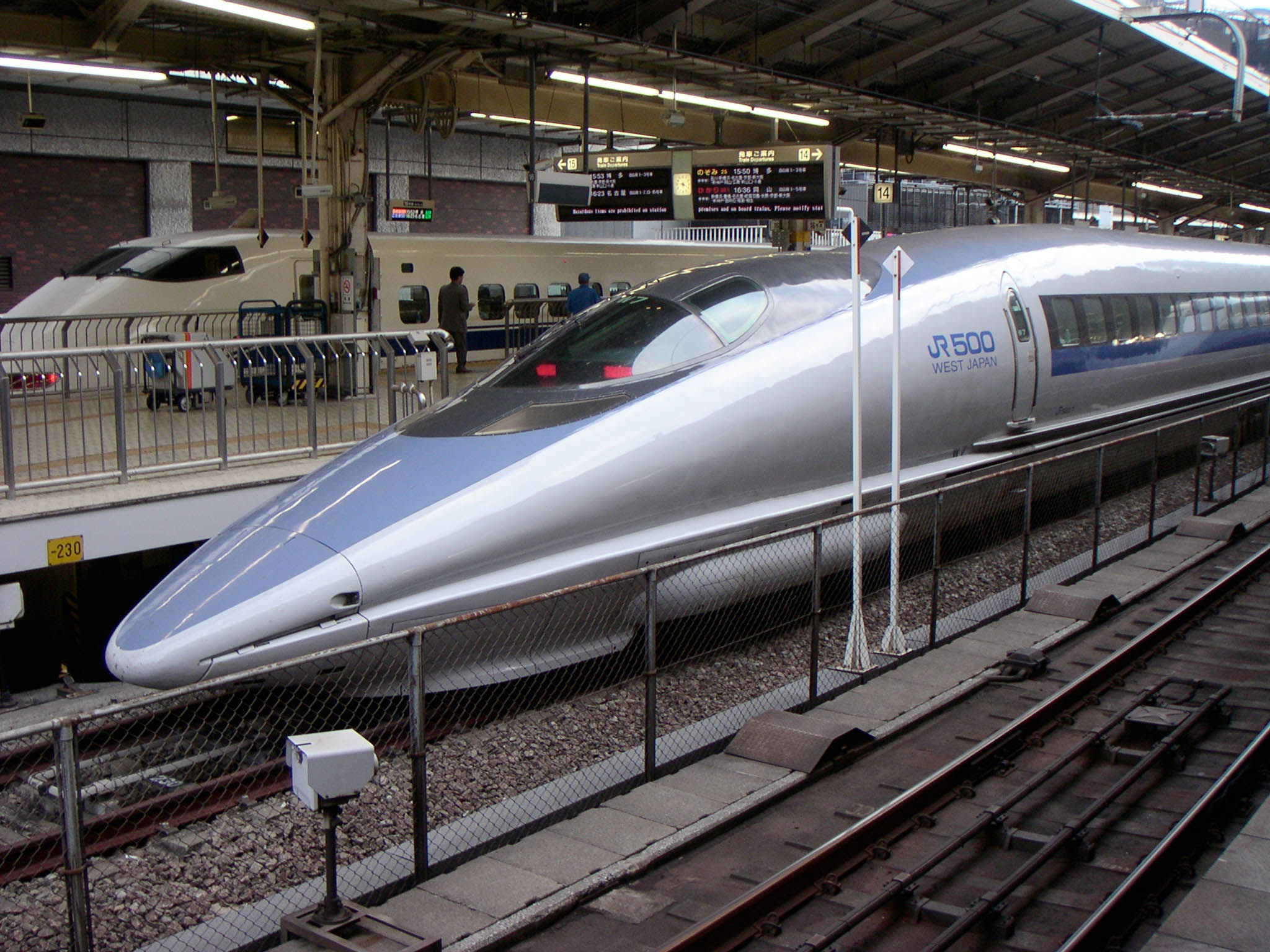
Shinkansen

W 2005 r. połowa energetycznego zapotrzebowania Japonii była uzyskiwana z ropy naftowej, 34% energii pochodzi z elektrowni jądrowych, 14% z gazu ziemnego. Węgiel jest dopiero piątym źródłem. Po katastrofie w elektrowni jądrowej w Fukushimie, Japonia wyłączyła wszystkie reaktory i nie produkuje energii elektrycznej w elektrowniach jądrowych. Ich ponowne uruchomienie ma swoich przeciwników (m.in. były premier w czasie katastrofy w Fukushimie – Naoto Kan, większość społeczeństwa) i zwolenników (m.in. były premier Shinzō Abe) oraz jest poddane intensywnej debacie publicznej. Jednocześnie Japonia wprowadziła taryfy gwarantowane dla energetyki słonecznej i wiatrowej, co spowodowało dynamiczny rozwój tych sektorów zielonej gospodarki.

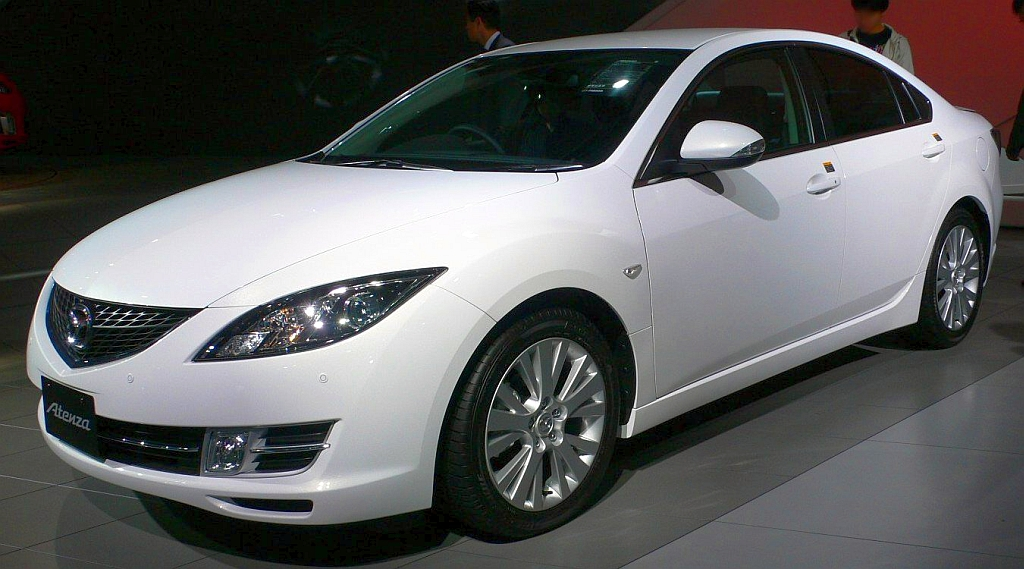
Mazda Atenza Sedan z 2007 roku

Ze względu na silne uzależnienie od importu energii, Japonia zamierza dokonać dywersyfikacji źródeł. Po szoku cen ropy naftowej z lat 70. XX wieku, Japonia zredukowała swoje uzależnienie od ropy naftowej jako źródła energii, z ponad 75% w 1973 r. do około 57% obecnie. Do innych ważnych źródeł energii należą: węgiel, skroplony gaz ziemny, energia jądrowa i elektrownie wodne. Popyt na ropę jest także tłumiony przez wyższe podatki nałożone na silniki samochodowe o pojemności ponad 2000 cc, jak również na cenę benzyny (obecnie 54 jeny za litr sprzedaży detalicznej). Nafta jest także stosowana do ogrzewania domów w przenośnych grzejnikach, szczególnie na północy kraju. Wiele firm taksówkowych zamierza uruchomić pojazdy na skroplony gaz. Jednym z ostatnich sukcesów w kierunku mniejszego zużycia paliwa w samochodach, było wprowadzenie do masowej produkcji pojazdu z napędem hybrydowym. Były premier Shinzō Abe, który pracował nad ożywieniem gospodarczym Japonii, podpisał traktat z Arabią Saudyjską i Zjednoczonymi Emiratami Arabskimi dotyczący cen ropy.

### Transport
Japonia jest krajem o bardzo dobrze rozwiniętej infrastrukturze drogowej i kolejowej.

#### Transport drogowy
Wydatki na utrzymanie dróg są wysokie. Sieć dróg ma łącznie 1,2 mln km długości. W Japonii obowiązuje ruch lewostronny. Autostrady są płatne, opłaty relatywnie wysokie. W cenie paliwa znajdują się opłaty wspierające efektywność energetyczną.
Największe koncerny samochodowe to (kolejność alfabetyczna): Daihatsu, Hino Motors, Honda, Isuzu, Mazda, Mitsubishi, Nissan, Subaru, Suzuki, Toyota.

#### Transport kolejowy
Linie kolejowe łączą kraj przez całą jego długość, od północy na południe. Koleje Japońskie (Japan Railways – JR) są światowym liderem w rozwoju techniki transportu kolejowego. Dziesiątki japońskich przedsiębiorstw kolejowych konkurują ze sobą na regionalnych rynkach transportu pasażerskiego. Często przedsiębiorstwa te łączą swoją działalność w transporcie z handlową. Domy towarowe stały się integralną częścią dworców. Około 250 pociągów dużych prędkości (Shinkansen) łączy wielkie miasta, a doskonale zorganizowane i skoordynowane sieci lokalne kolei, autobusów i metra zapewniają płynność, punktualność i łatwą dostępność wszystkich połączeń.

#### Transport lotniczy
Międzynarodową komunikację lotniczą obsługuje towarzystwo lotnicze Japan Airlines (JAL). Japonia posiada 176 lotnisk i ponad 20 linii lotniczych. Transport lotniczy jest popularnym sposobem podróżowania pomiędzy miastami. Największe lotnisko krajowe: port lotniczy Tokio-Haneda, jest zarazem największym portem lotniczym w Azji. Do największych międzynarodowych portów lotniczych należą: port lotniczy Narita (Tokio), port lotniczy Kansai (Osaka/Kobe/Kioto) i port lotniczy Nagoja-Chūbu (Nagoya).

#### Transport wodny
Największym portem morskim jest Nagoya.

## Związki zawodowe
Związki zawodowe pojawiły się w Japonii w drugiej połowie okresu Meiji, gdy kraj przechodził okres szybkiej industrializacji. Jednak aż do 1945 ruch robotniczy pozostał słaby m.in. przez brak prawnych regulacji, ustawodawstwo antyzwiązkowe, rady fabryczne organizowane przez kierownictwo oraz podziały polityczne między „spółdzielcami” a radykalnymi związkowcami.
Po II wojnie światowej władze okupacyjne USA początkowo zachęcały do tworzenia niezależnych związków zawodowych, ale zmieniły zdanie w ramach szerszych działań antykomunistycznych. Przyjęto ustawodawstwo gwarantujące prawo do organizowania się, a liczba członków szybko wzrosła do 5 milionów w lutym 1947. Odsetek organizacji osiągnął szczyt na poziomie 55,8% zatrudnionych w 1949, a następnie spadł do 17,9% w 2012.
Na dzień 30 czerwca 2023 liczba pojedynczych związków zawodowych w Japonii wynosiła 22 789, a łączna liczba ich członków 9 938 000.
W Japonii działają trzy największe centrale związkowe:
- Japońska Konfederacja Związków Zawodowych
- Krajowa Konfederacja Związków Zawodowych
- Krajowa Rada Związków Zawodowych[30][31]

## Emisja gazów cieplarnianych
Japonia należy do krajów o dużej emisji dwutlenku węgla pochodzenia kopalnego. Jej udział w emisji światowej w 2018 wynosił 3,2%. Jednocześnie należy do krajów o lekko obniżającym się pod koniec drugiej dekady XXI w. trendzie emisji, na co główny wpływ ma zmniejszanie zużycia ropy naftowej. Emisja równoważnika dwutlenku węgla z Japonii wyniosła w 1990 roku 1296,356 Mt, z czego aż 1149,375 Mt stanowił dwutlenek węgla. Udział innych gazów cieplarnianych jest stosunkowo mały, a wśród nich emisje metanu i gazów fluorowanych są na podobnym poziomie, zwykle zauważalnie wyższym niż emisje podtlenku azotu. W przeliczeniu na mieszkańca emisja wyniosła wówczas 9,231 t dwutlenku węgla, a w przeliczeniu na 1000 dolarów PKB 304 kg. Głównym źródłem emisji była wówczas energetyka i jest to jedyna branża, która w porównaniu do początku lat 90. XX w. nie obniżyła emisji, przy czym emisje z transportu spadły o 1%. W tym czasie emisje dwutlenku węgla wahają się, pozostając na podobnym poziomie. W 2018 emisja dwutlenku węgla pochodzenia kopalnego wyniosła 1198,546 Mt, a w przeliczeniu na mieszkańca 9,424 t i w przeliczeniu na 1000 dolarów PKB 241 kg.

## Historia japońskiej gospodarki

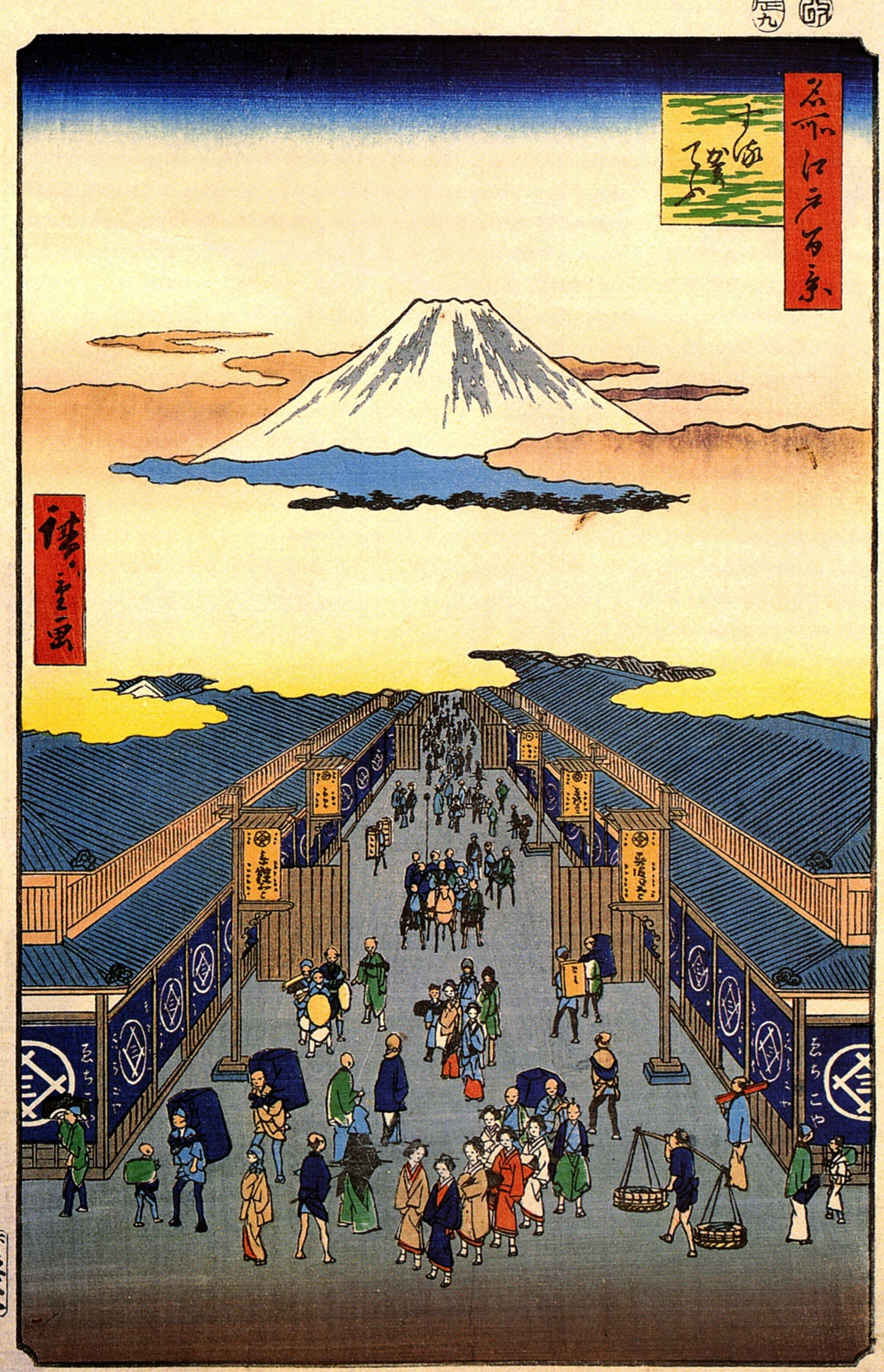
Ulica Sugura w 1856 roku, rysunek Hiroshige

Japońska gospodarka, jest jedną z najczęściej studiowanych na świecie za jej specyficzny wzrost od czasu Restauracji Meiji, aż do czasu gdy stała się pierwszą nieeuropejską siłą na świecie, oraz po II wojnie światowej, gdy ten wyspiarski kraj stał się jedną z największych światowych gospodarek.

### Pierwsze kontakty z Europą (XVI w.)
Gdy pierwsi Europejczycy dotarli do Japonii w XVI w., byli pełni podziwu. Japonia była uważana, dzięki dziennikom Marco Polo, za kraj niezmiernie bogaty w metale, złote świątynie i pałace. Kraj ten był również znany ze swoich wulkanów z obfitymi złożami rud powierzchniowych, ze względu na nierozwinięte jeszcze na dużą skalę górnictwo głębokie. Japonia stała się głównym eksporterem miedzi i srebra w tamtym czasie.
Ponadto Japonia była znana ze szczególnego systemu feudalnego, z bardzo dobrze rozwiniętą kulturą i technologią. Był to kraj gęsto zaludniony i zurbanizowany. Posiadał buddyjskie „uniwersytety” zdecydowanie większe niż „zachodnie” uniwersytety takie jak Salamanca czy Coimbra. Europejscy obserwatorzy dostrzegali, jak pisał w 1584 roku Alessandro Valignano, że Japonia „prześcignęła nie tylko kraje orientalne, ale również Europę”.
Europejscy podróżnicy byli pod wrażeniem japońskiego rękodzieła i obróbki metali. Miało to swoje źródło w tym, że Japonia była uboga w bogactwa, które były w Europie stosunkowo łatwo dostępne, np. ruda żelaza. Zatem japońscy rzemieślnicy opanowali doskonałą sztukę wykorzystywania wszystkiego bez zbędnych strat. Ich miedź i żelazo były najlepsze na świecie, miecze najostrzejsze, a papier niezrównany.
Ładunek pierwszych portugalskich statków (najczęściej cztery małe statki rocznie) przybył złożony prawie wyłącznie z chińskich towarów takich jak jedwab i porcelana. Japończycy bardzo czekali na takie właśnie towary, gdyż byli ich pozbawieni przez działalność piratów (wakō) i ograniczeń handlu, zastosowanych przez chińską dynastię Ming (1368-1644). Portugalczycy (którzy byli nazywani nanban, tłum. południowi barbarzyńcy) znaleźli jednak sposób, aby wystąpić w roli rozjemców w handlu azjatyckim.

### Okres Edo
Początek okresu Edo zbiegł się z ostatnimi latami handlu z Portugalczykami. Japonia wybudowała wówczas swój pierwszy okręt wojenny wzorowany na europejskich jednostkach San Juan Bautista, 500-tonowy galeon, który zabrał pierwszego japońskiego ambasadora Tsunenagę Hasekurę w podróż do Europy. Również w tym czasie siogunat zakontraktował około 350 trójmasztowych, uzbrojonych statków handlowych (tzw. Red Seal Ships), wykorzystywanych do handlu w Azji.
W celu usunięcia szerzącego się w Japonii chrześcijaństwa, siogunat Tokugawy, wprowadził bardzo ścisłą izolację kraju. Okres ten, zwany sakoku, trwał od 1635 r. do restauracji Meiji w 1868 roku. Gospodarka japońska, w tym okresie charakteryzowała się stabilnością i rozwojem.
Gospodarka w epoce Edo charakteryzowała się: postępującą urbanizacją, rozwojem handlu wewnętrznego, bankowości i rzemiosła, rozbudową dróg, zwiększeniem efektywności rolnictwa.
W połowie XVII wieku Edo miało już ponad 1 mln ludności, a Osaka i Kioto po ponad 400 tys. Wiele innych miast zamkowych również się rozrastało. Osaka i Kioto stały się centrami handlu i rzemiosła, podczas gdy Edo było centrum dostaw żywności i podstawowych dóbr konsumpcyjnych.
Ryż był podstawą rolnictwa. Daimyō pobierali daniny od chłopów w formie ryżu, w wysokości około 40% plonów. Aby podbić kwoty, daimyō kontraktowali przyszłe dostawy.
W okresie tym Japończycy zapoznawali się z wiedzą Zachodu, studiując m.in. nauki i technologie zwane łącznie rangaku (dosł.: „studia holenderskie”), dzięki informacjom i książkom dostarczanym przez holenderskich kupców w Dejimie, jedynym porcie, który mógł utrzymywać z nimi kontakt.

### Od Restauracji Meiji do II wojny światowej
Od połowy XIX wieku, gdy Japonia otworzyła się na „zachodni” handel, przeszła dwa długie okresy prosperity. Pierwszy rozpoczął się w 1868 r. i trwał do II wojny światowej. Drugi – rozpoczął się w latach 50. XX wieku i trwał do początku lat 90. XX wieku.
W epoce Meiji (1868-1912), nowi przywódcy państwa zaadaptowali zachodni system edukacji dla młodych Japończyków, wysyłając tysiące studentów do USA i Europy oraz zatrudniając ponad 3 tys. nauczycieli matematyki, nowoczesnych technologii, czy języków. Rząd rozpoczął budowę infrastruktury komunikacyjnej oraz przyjął reformę administracyjną pod kątem ułatwień dla dalszego rozwoju.
Aby promować rozwój przemysłu, rząd wydał wiele aktów prawnych, ułatwiających rozwój prywatnej przedsiębiorczości. W początkowym okresie Meiji budował fabryki i stocznie, które zostały sprzedane przedsiębiorcom za ułamek ich wartości. Wiele z tych przedsiębiorstw urosło do potężnych konglomeratów, np. Grupa Sumitomo.

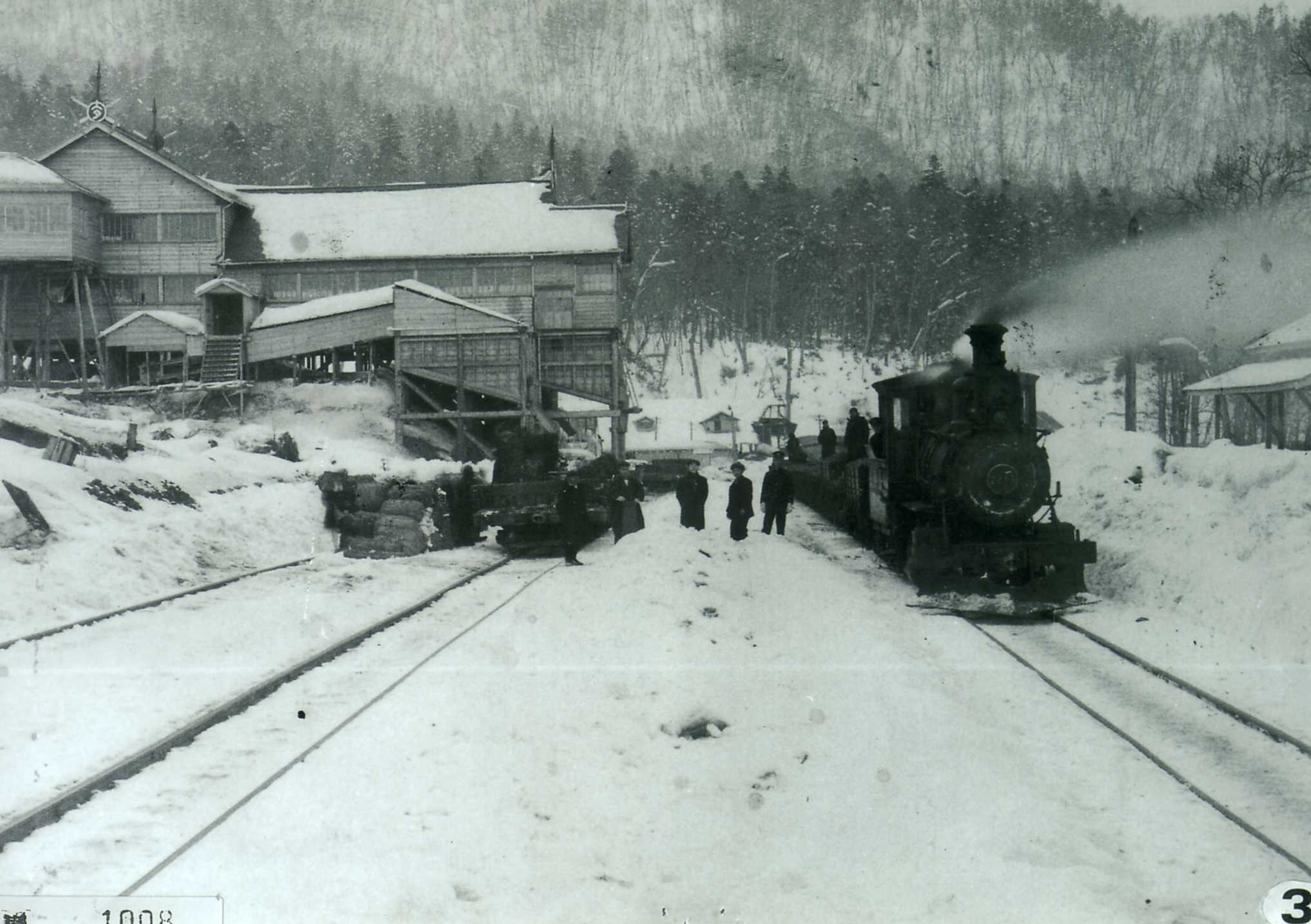
Linia kolejowa w Yūbari (prefektura Hokkaidō) w 1912

Japonia podjęła wówczas ambitnie współzawodnictwo gospodarcze z Zachodem. Korzystając szeroko z zagranicznych specjalistów, maszyn, urządzeń i wynalazków, budowano nowoczesny przemysł, utworzono wielkie koncerny bankowo-przemysłowe Mitsui, Mitsubishi, Suminato i inne. Utworzono pocztę, zbudowano pierwszą linię kolejową z Tokio do Jokohamy.
Reformy okresu Meiji oraz wybuch I wojny światowej doprowadziły do szybkiego rozwoju przemysłu, w szczególności ciężkiego (hutnictwo, budowa okrętów), energetycznego, włókienniczego, a więc do wzrostu produkcji przemysłowej i zatrudnienia. W czasie wojny, dzięki wycofaniu się zachodnich państw z rynków dalekowschodnich, wzrósł eksport towarów japońskich (głównie jedwab i wyroby bawełniane). Powrót zachodnich mocarstw na rynki po wojnie, stał się w Japonii przyczyną recesji, którą dodatkowo pogłębiło wielkie trzęsienie ziemi w regionie Kanto (1 września 1923).
W połowie lat 30. XX w., japoński wskaźnik nominalny wynagrodzeń był 10 razy mniejszy niż w USA (liczony na podstawie kursów w latach 30.), podczas gdy poziom cen był szacowany na poziomie około 44% tego co w USA.

### Gospodarka powojenna
Po II wojnie światowej Japonia została objęta międzynarodową kontrolą pod dowództwem Alianckich Sił Amerykańskich, dowodzonych przez generała Douglasa MacArthura. Okupacja Japonii (po raz pierwszy w historii tego kraju) trwała do 1952 r., gdy na mocy traktatu pokojowego wojska amerykańskie zostały wycofane z Japonii. Na mocy dwustronnych umów nawiązano jednak współpracę wojskową. Waszyngton objął Japonię tzw. „parasolem atomowym” i zapewnił sobie utrzymanie kilku baz.
W 1950 roku, kiedy Stany Zjednoczone rozpoczęły wojnę w Korei, Japonia stała się głównym zapleczem logistycznym, która stała się niejako „kołem zamachowym” tamtejszego eksportu i całej gospodarki japońskiej.

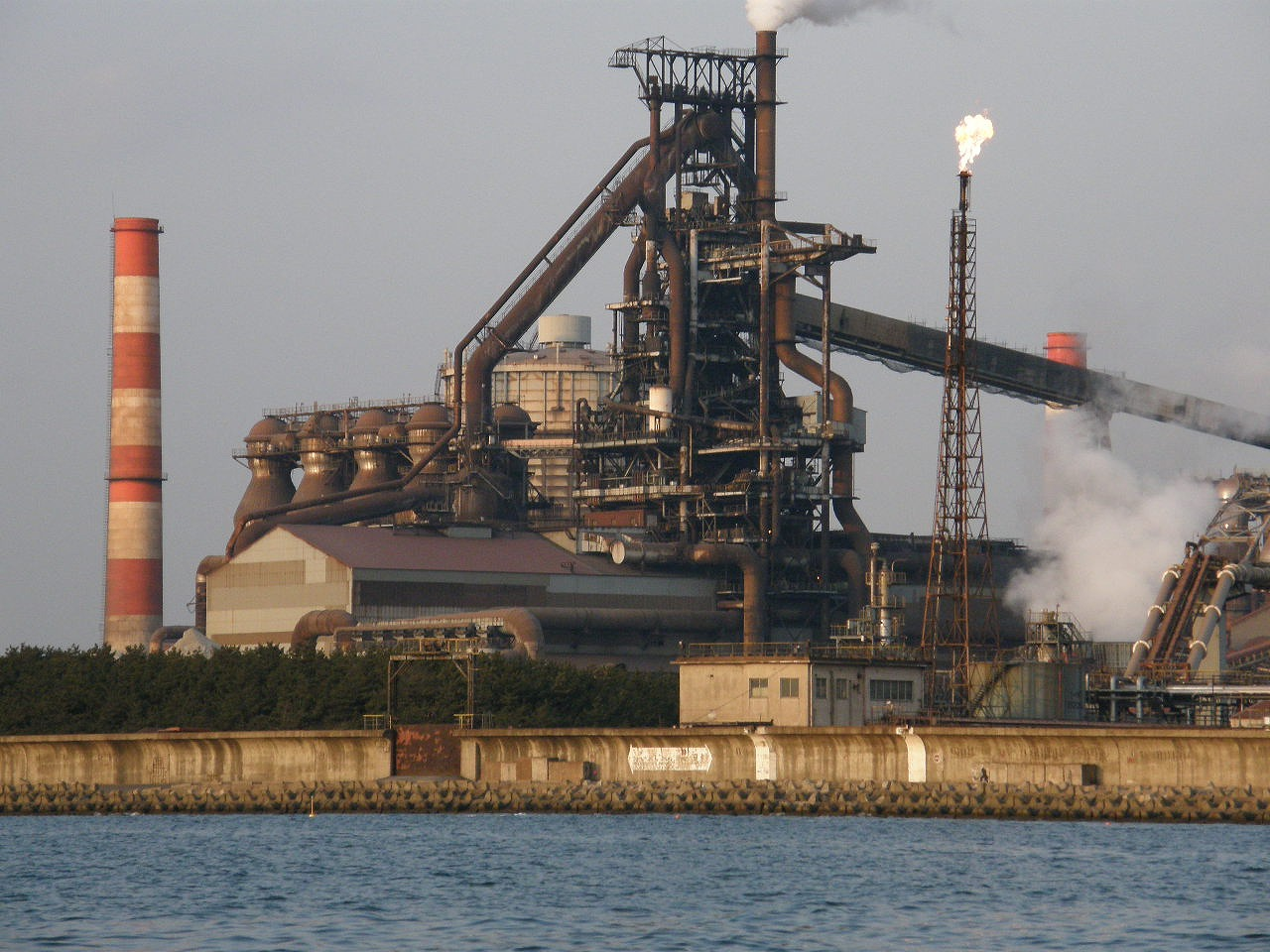
Wielki piec Kobe Steel, Ltd. w Kakogawa

Po 1952 roku Japonia weszła na drogę szybkiego wzrostu gospodarczego i zaczęła odzyskiwać równoprawną pozycję na arenie międzynarodowej. Sprzyjała temu również stabilizacja władzy.
W latach 60. XX wieku Japonia, dzięki przekroczeniu założeń planu premiera Hayato Ikedy, polegającego na podwojeniu dochodu narodowego, wzmocniła w sposób zasadniczy swoje znaczenie na arenie międzynarodowej i dążyła do zwiększenia roli politycznej. Już w 1953 Japonia pod względem wartości PKB wyprzedziła Włochy, a następnie Francję i Wielką Brytanię (1966) oraz RFN (1967) i stała się trzecią, po USA i ZSRR, potęgą gospodarczą świata. Na początku lat 70. XX wieku szybki wzrost gospodarczy uległ pewnemu zahamowaniu, m.in. w wyniku kryzysu paliwowego w 1973. W latach 80. Japonia stała się głównym wierzycielem świata. W 1985 podpisane zostało Porozumienie z Plaza, co spowodowało aprecjację jena. Wysoka nadwyżka eksportowa (1986, 100 mld USD), doprowadziła jednak do pogorszenia stosunków z USA, które są jej głównym partnerem.
W wyniku przegrzania gospodarki pod koniec lat 80., na początku lat 90. nastąpiło zwolnienie tempa wzrostu. Pękła wówczas bańka spekulacyjna. Bank Japonii, aby ratować sytuację, ustalił stopy procentowe na poziomie zero. Cięcia te nastąpiły jednak zbyt późno i Japonia boryka się z długoletnią stagnacją, pogłębianą przez światowe załamania, które wystąpiły pod koniec lat 90. i pod koniec 2008. Program ratunkowy dla gospodarki wprowadził również rząd Japonii i zapoczątkował długoletnią strategię robót publicznych (m.in. budowa autostrad). Pomimo tych problemów, Japonia pozostaje najważniejszym partnerem handlowym dla 15 najbardziej rozwiniętych krajów świata.